# Williston (Dakota del Norte)
Williston es una ciudad ubicada en el condado de Williams en el estado estadounidense de Dakota del Norte. En el censo de 2010 tenía una población de 14 716 habs. y una densidad poblacional de 751 personas por km². Se encuentra sobre la orilla izquierda del río Misuri, poco después de que este reciba al río Yellowstone, y un poco antes del lago Sakakawea. 

## Geografía

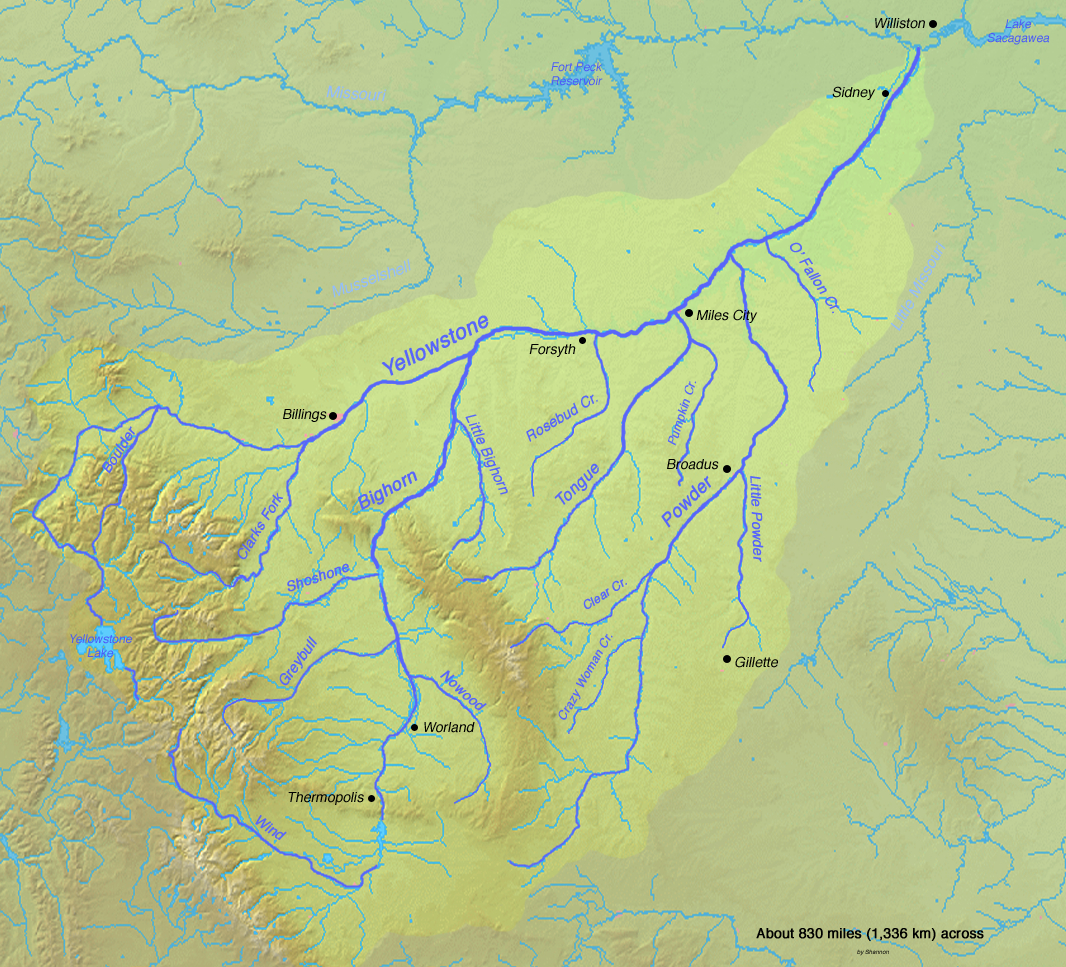
Ubicación de Williston (arriba a la derecha) en un mapa de la cuenca del río Yellowstone

Williston se encuentra ubicada en las coordenadas 48°9′47″N 103°37′56″O / 48.16306, -103.63222. Según la Oficina del Censo de los Estados Unidos, Williston tiene una superficie total de 19.59 km², de la cual 19.44 km² corresponden a tierra firme y (0.81%) 0.16 km² es agua.

## Demografía
Según el censo de 2010, había 14716 personas residiendo en Williston. La densidad de población era de 751,07 hab./km². De los 14716 habitantes, Williston estaba compuesto por el 92.65% blancos, el 0.35% eran afroamericanos, el 3.32% eran amerindios, el 0.33% eran asiáticos, el 0.03% eran isleños del Pacífico, el 0.35% eran de otras razas y el 2.98% pertenecían a dos o más razas. Del total de la población el 2.23% eran hispanos o latinos de cualquier raza.